# Chabria bicoloripes
Chabria bicoloripes es un coleóptero de la familia Chrysomelidae.
Fue descrita científicamente en 1996 por Medvedev.